# Beauregard-Vendon
Pour les articles homonymes, voir Beauregard.
Beauregard-Vendon est une commune française, située dans le département du Puy-de-Dôme en région Auvergne-Rhône-Alpes. Elle fait partie de l'aire d'attraction de Clermont-Ferrand.
Les habitants de la commune sont appelés les Beauregardaires.

## Géographie

### Localisation
La commune de Beauregard-Vendon est située au nord de Riom à la limite entre la plaine de la Limagne et les Combrailles.
Au village de Rouzat, à l'ouest de la commune, séparé du bourg par l'autoroute, se trouve le château de Rouzat, qui fut de 1905 à 1923 la propriété du père du photographe Jacques Henri Lartigue, ainsi que la « source des Romains », source d'eau minérale naturellement gazeuse, exploitée aujourd'hui sous la marque Rozana.
Sept communes sont limitrophes :
| Combronde         | Saint-Myon        |                     |
| Teilhède          | Beauregard-Vendon | Chambaron-sur-Morge |
| Gimeaux, Prompsat | Davayat           |                     |

### Voies de communication et transports
La commune est traversée par l'autoroute A71, immédiatement au sud de sa jonction avec l'autoroute A89, où la section porte les deux numéros, et par la RD 2144, ancienne route nationale 144, route de Clermont-Ferrand à Montluçon.
Elle est également desservie par les routes départementales :
- RD 985 (vers Aigueperse) ;
- RD 985a ;
- RD 122 (vers Chambaron-sur-Morge, La Moutade) ;
- RD 403 et RD 403a (vers Teilhède).

### Climat
Pour des articles plus généraux, voir Climat d'Auvergne-Rhône-Alpes et Climat du Puy-de-Dôme.
En 2010, le climat de la commune est de type climat océanique dégradé des plaines du Centre et du Nord, selon une étude du Centre national de la recherche scientifique s'appuyant sur une série de données couvrant la période 1971-2000. En 2020, Météo-France publie une typologie des climats de la France métropolitaine dans laquelle la commune est exposée à un climat de montagne ou de marges de montagne et est dans la région climatique  Nord-est du Massif Central, caractérisée par une pluviométrie annuelle de 800 à 1 200 mm, bien répartie dans l’année. 
Pour la période 1971-2000, la température annuelle moyenne est de 10,9 °C, avec une amplitude thermique annuelle de 16,5 °C. Le cumul annuel moyen de précipitations est de 675 mm, avec 8,6 jours de précipitations en janvier et 6,8 jours en juillet. Pour la période 1991-2020, la température moyenne annuelle observée sur la station météorologique de Météo-France la plus proche, « Sayat_sapc », sur la commune de Sayat à 15 km à vol d'oiseau, est de 11,2 °C et le cumul annuel moyen de précipitations est de 776,1 mm,. Pour l'avenir, les paramètres climatiques de la commune estimés pour 2050 selon différents scénarios d'émission de gaz à effet de serre sont consultables sur un site dédié publié par Météo-France en novembre 2022.

## Urbanisme

### Typologie
Au 1er janvier 2024, Beauregard-Vendon est catégorisée bourg rural, selon la nouvelle grille communale de densité à sept niveaux définie par l'Insee en 2022.
Elle est située hors unité urbaine. Par ailleurs la commune fait partie de l'aire d'attraction de Clermont-Ferrand, dont elle est une commune de la couronne,. Cette aire, qui regroupe 209 communes, est catégorisée dans les aires de 200 000 à moins de 700 000 habitants,.

### Occupation des sols
L'occupation des sols de la commune, telle qu'elle ressort de la base de données européenne d’occupation biophysique des sols Corine Land Cover (CLC), est marquée par l'importance des territoires agricoles (87,5 % en 2018), en diminution par rapport à 1990 (91,6 %). La répartition détaillée en 2018 est la suivante : terres arables (59,9 %), zones agricoles hétérogènes (27,6 %), zones urbanisées (12,1 %), zones industrielles ou commerciales et réseaux de communication (0,3 %). L'évolution de l’occupation des sols de la commune et de ses infrastructures peut être observée sur les différentes représentations cartographiques du territoire : la carte de Cassini (XVIIIe siècle), la carte d'état-major (1820-1866) et les cartes ou photos aériennes de l'IGN pour la période actuelle (1950 à aujourd'hui).

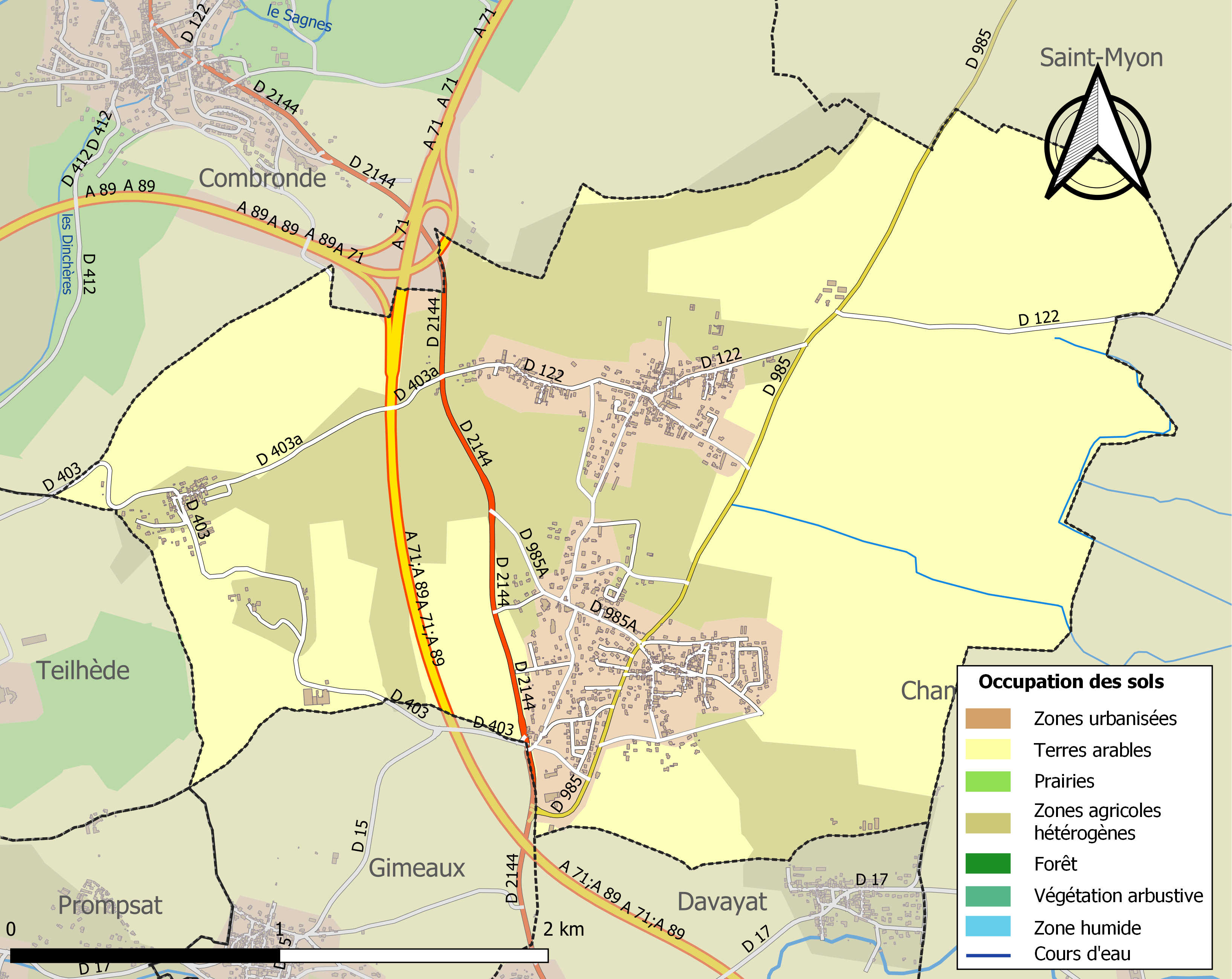
Carte des infrastructures et de l'occupation des sols de la commune en 2018 (CLC).

## Toponymie
Attestée sous la forme Bello Regardo en 1127.
Le nom de « Vendon » pourrait dériver quant à lui, d'un toponyme de langue gauloise, Vindomagus, de Magos/Magus, le « champ », la « plaine », ou le « marché » — plus précisément le « champ de foire ». En dérive le nom occitan Vendom.

## Politique et administration

### Découpage territorial
La commune de Beauregard-Vendon est membre de la communauté de communes Combrailles Sioule et Morge, un établissement public de coopération intercommunale (EPCI) à fiscalité propre créé le 1er janvier 2017 dont le siège est à Manzat. Ce dernier est par ailleurs membre d'autres groupements intercommunaux. Jusqu'en 2016, elle était membre de la communauté de communes des Côtes de Combrailles.
Sur le plan administratif, elle est rattachée à l'arrondissement de Riom, à la circonscription administrative de l'État du Puy-de-Dôme et à la région Auvergne-Rhône-Alpes. Jusqu'en mars 2015, elle faisait partie du canton de Combronde.
Sur le plan électoral, elle dépend du canton de Saint-Georges-de-Mons pour l'élection des conseillers départementaux, depuis le redécoupage cantonal de 2014 entré en vigueur en 2015, et de la deuxième circonscription du Puy-de-Dôme pour les élections législatives, depuis le dernier découpage électoral de 2010 (sixième circonscription avant 2010).

### Élections municipales et communautaires

#### Élections de 2020
Le conseil municipal de Beauregard-Vendon, commune de plus de 1 000 habitants, est élu au scrutin proportionnel de liste à deux tours (sans aucune modification possible de la liste), pour un mandat de six ans renouvelable. Compte tenu de la population communale, le nombre de sièges à pourvoir lors des élections municipales de 2020 est de 15. Les quinze conseillers municipaux, issus d'une liste unique, sont élus au premier tour, le 15 mars 2020, avec un taux de participation de 41,16 %.
Trois sièges sont attribués à la commune au sein du conseil communautaire de la communauté de communes Combrailles Sioule et Morge.

#### Chronologie des maires
| Période                                  | Période                         | Identité        | Étiquette | Qualité                                    |
| ---------------------------------------- | ------------------------------- | --------------- | --------- | ------------------------------------------ |
| Les données manquantes sont à compléter. |                                 |                 |           |                                            |
| mars 1989                                | mars 2008                       | Bernard Deragne | PCF       |                                            |
| mars 2008                                | mai 2020                        | Yannick Drevet  | DVG       | Technicien                                 |
| mai 2020                                 | En cours (au 23 septembre 2021) | Denis Georges   |           | Agent de maîtrise au conseil départemental |

## Population et société

### Démographie
L'évolution du nombre d'habitants est connue à travers les recensements de la population effectués dans la commune depuis 1793. Pour les communes de moins de 10 000 habitants, une enquête de recensement portant sur toute la population est réalisée tous les cinq ans, les populations de référence des années intermédiaires étant quant à elles estimées par interpolation ou extrapolation. Pour la commune, le premier recensement exhaustif entrant dans le cadre du nouveau dispositif a été réalisé en 2004.

En 2022, la commune comptait 1 323 habitants, en évolution de +12,88 % par rapport à 2016 (Puy-de-Dôme : +2,1 %, France hors Mayotte : +2,11 %).
| 1793 | 1800 | 1806 | 1821 | 1831 | 1836 | 1841 | 1846 | 1851 |
| ---- | ---- | ---- | ---- | ---- | ---- | ---- | ---- | ---- |
| 590  | 667  | 777  | 774  | 780  | 846  | 792  | 779  | 773  |

| 1856 | 1861 | 1866 | 1872 | 1876 | 1881 | 1886 | 1891 | 1896 |
| ---- | ---- | ---- | ---- | ---- | ---- | ---- | ---- | ---- |
| 762  | 785  | 770  | 778  | 766  | 766  | 724  | 710  | 705  |

| 1901 | 1906 | 1911 | 1921 | 1926 | 1931 | 1936 | 1946 | 1954 |
| ---- | ---- | ---- | ---- | ---- | ---- | ---- | ---- | ---- |
| 629  | 611  | 591  | 482  | 460  | 415  | 386  | 348  | 355  |

| 1962 | 1968 | 1975 | 1982 | 1990 | 1999 | 2004 | 2006 | 2009  |
| ---- | ---- | ---- | ---- | ---- | ---- | ---- | ---- | ----- |
| 385  | 391  | 456  | 583  | 703  | 747  | 876  | 912  | 1 025 |

| 2014  | 2019  | 2022  | - | - | - | - | - | - |
| ----- | ----- | ----- | - | - | - | - | - | - |
| 1 168 | 1 238 | 1 323 | - | - | - | - | - | - |

### Enseignement
Beauregard-Vendon dépend de l'académie de Clermont-Ferrand. Elle gère une école élémentaire publique.
Les collégiens se rendent à Châtel-Guyon, et les lycéens à Riom, au lycée Virlogeux ou Pierre-Joël-Bonté.

## Économie
L'usine d'embouteillage de l'eau minérale Rozana se trouve sur le territoire de la commune, à 300 m à l'ouest de l'autoroute A71, au pied du village de Rouzat.

## Culture et patrimoine

### Lieux et monuments
- L'église est un beau monument du XIXe siècle en style néo-roman. Elle domine le cimetière, situé du côté nord.
- Le château de Rouzat, acheté en 1905 par le banquier Henry Lartigue, père du photographe Jacques Henri Lartigue. Provisoirement ruiné par des spéculations, il doit le revendre en 1923.
- Le complexe sportif est composé de deux stades et d'un terrain de jeux. Les stades sont occupés par le club de l'USBV ainsi que la section jeune : l'ACBC. Le stade porte le nom de Jean-Deragne.

### Personnalités liées à la commune
- Jean-Louis de la Corne de Chaptes (1666-1732), officier dans l'armée royale et chevalier de l'ordre de Saint-Louis, joua un grand rôle dans l'histoire de la Nouvelle-France, avec ses quatre fils Louis de La Corne, Pierre Antoine de la Corne, François-Josué de la Corne Dubreuil et Luc de la Corne « Saint-Luc ». Né à Chaptes.
- Jacques Henri Lartigue (1894-1986), photographe. Il a souvent séjourné au château de Rouzat dans son enfance et jusqu'en 1923 et y a pris de nombreuses photographies.